# Keith Bambridge
Keith Graham Bambridge (sinh ngày 1 tháng 9 năm 1935) là một cựu cầu thủ bóng đá người Anh thi đấu ở vị trí outside left ở Football League cho Rotherham United, Darlington và Halifax Town. Ông từng là thành viên trong đội hình dự Chung kết Football League Cup 1961 của Rotherham United.